# Galáxia espiral

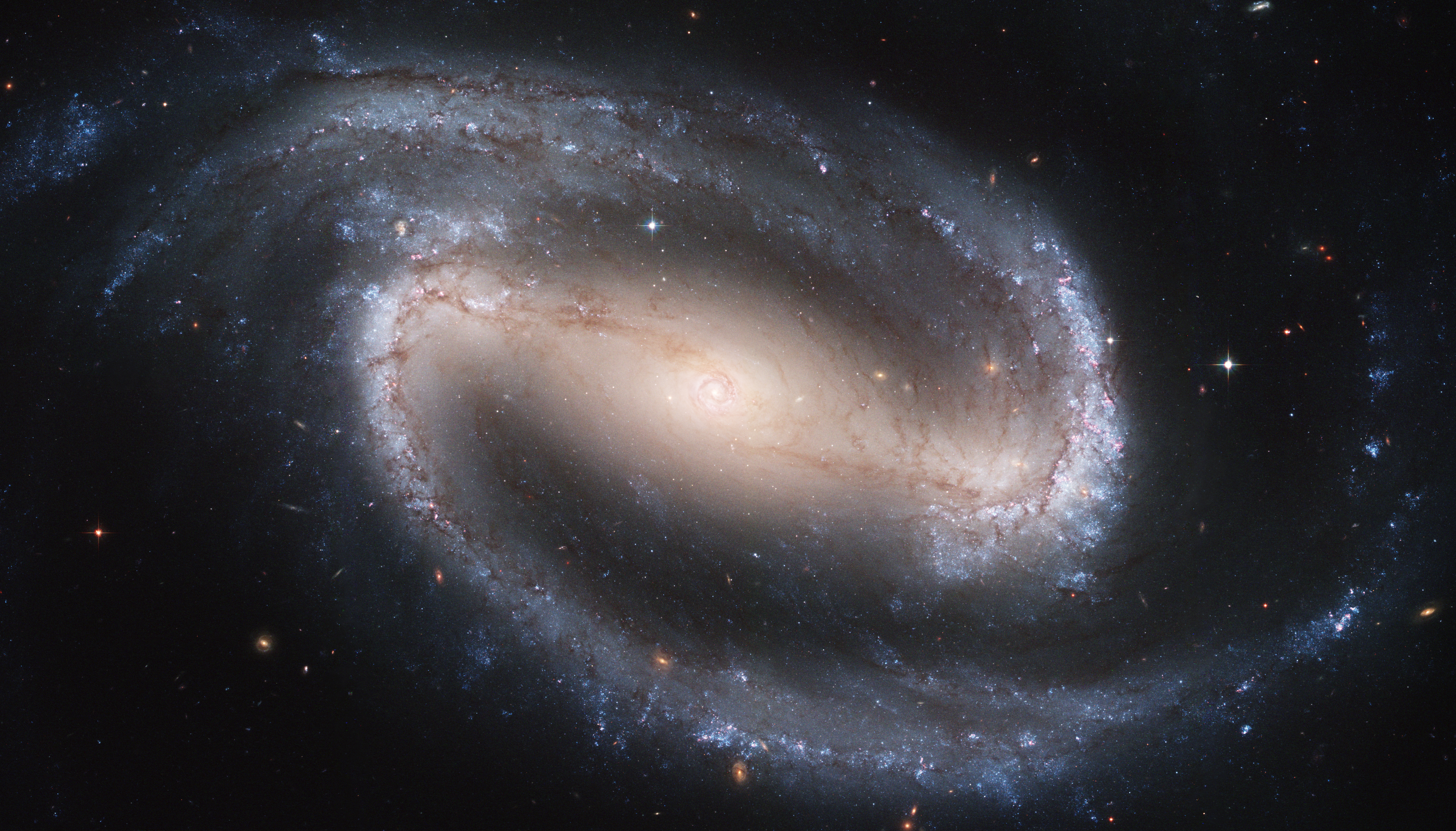
Galáxia espiral barrada NGC 1300 capturada pelo telescópio Hubble.

As galáxias espirais são assim denominadas devido à sua morfologia, pois apresentam uma clara estrutura espiral em torno de seu núcleo quando vistas perpendicularmente ao seu plano. Nos recenseamentos surgem como a tipologia mais comum.
As galáxias espirais possuem estrelas jovens e velhas, sugerindo que não se formaram a partir de outra galáxia mais antiga ou de um antigo choque entre duas galáxias. No núcleo existe uma predominância de estrelas mais velhas e nos braços verifica-se uma maior atividade de formação estelar. Desta forma, os núcleos das galáxias espirais têm uma tonalidade mais laranja e os braços uma tonalidade mais azul. 
As galáxias espirais têm diâmetros que variam de 20 mil anos-luz até mais de 100 mil anos-luz. Estima-se que suas massas variam de 10 bilhões até 10 trilhões de vezes a massa do Sol. A Via-láctea, onde se localiza o sistema solar, é uma galáxia espiral grande e massiva.

## Núcleo
O núcleo que normalmente representa o centro das galáxias espirais é constituído por um grande grupo de estrelas em grande proximidade. As estrelas são, na sua grande maioria, estrelas velhas (baixa metalicidade - População II) e de pequenas dimensões (massa). Existe pouca matéria interestelar e, consequentemente, não existem grandes áreas de formação estelar. No centro do núcleo galático, é frequente a existência de um ou mais buracos-negros. Em algumas galáxias espirais, os núcleos podem apresentar núcleos de formação estelar de grandes dimensões e apresentar significativas quantidades de estrelas de População I (elevada metalicidade) sugerindo que o processo de formação estelar é sustentado por processos ainda não compreendidos.

## Braços
Os braços das galáxias espirais são o resultado de compressões gravíticas da massa do disco galáctico. Essas compressões gravíticas provocam a forma espiralada visível quando observada "de cima".